# 陳璣 (正統進士)
陳璣（1413年—？），字文奎，浙江溫州府平陽縣人，民籍。明朝政治人物。進士出身。

## 生平
正統三年（1438年）戊午科浙江鄉試第十八名。正統七年（1442年）壬戌科會試第一百十五名，殿試登進士第三甲第十一名。

## 家族
曾祖父陳德盛。祖父陳起宗。父亲陳威□。